# Generalguvernører i Finland
Generalguvernør i Finland var oprindelig en svensk embedstitel, som blev oprettet i 1594. Generalguvernøren udgjorde den højeste militære og civile myndighed og var derved kongens stedfortræder.

## Under svensk styre frem til 1808
I løbet af 1600-tallet blev der oprettet flere generalguvernementer i Østersø- og i grænseområder, særlig i krigstid. Efter forfatningen af 1634 skulle de svenska provinser øst og syd for Finske bugt udgøre et generalguvernement, men i praksis var dette område vedvarende opdelt i flere guvernementer. Som udgangspunkt var det kun riksråder, som skulle udnævne personer til generalguvernører.
En af de mest kendte generalguvernører i 1600-tallet var Per Brahe d.y.. Dette var en god periode for Finland, og udtrykket i grevens tid har siden i Finland henvist til en god og lykkelig tid.
Efter 1669 ophørte udnævnelser af generalguvernører en periode, bortset fra i årene 1710–1712, da Karl von Nieroth var udnævnt, mens landet var truet af russerne under Den store nordiske krig. Efter Nieroths død stod posten tom under den russiske okkupation. Efter krigen blev der ikke udnævnt nogen ny, bortset fra i årene 1747 til 1751, da Gustaf Fredrik von Rosen var udnævnt under indtryk af russiske troppeansamlinger langs grænsen.
| #  | Navn                                          |  | Indsat | Afgået |
| -- | --------------------------------------------- |  | ------ | ------ |
| 1  | Claes Eriksson Fleming (1530–1597)            |  | 1594   | 1597   |
| 2  | Nils Turesson Bielke (1569–1639)              |  | 1623   | 1631   |
| 3  | Gabriel Bengtsson Oxenstierna (1586–1656)     |  | 1631   | 1633   |
| 4  | Per Brahe d.y. (1602–1680)                    |  | 1637   | 1641   |
| 4  | Per Brahe d.y. (1602–1680)                    |  | 1648   | 1654   |
| 5  | Erik Karlsson Gyllenstierna (1602–1657)       |  | 1657   | 1657   |
| 6  | Gustaf Evertsson Horn (1614–1666)             |  | 1657   | 1658   |
| 7  | Herman Fleming (1619–1673)                    |  | 1664   | 1669   |
| 8  | Karl von Nieroth (1650–1712)                  |  | 1710   | 1712   |
| 9  | Johann Balthasar von Campenhausen (1689–1758) |  | 1742   | 1743   |
| 10 | Gustaf Fredrik von Rosen (1688–1769)          |  | 1747   | 1751   |

Campenhausen var russisk generalguvernør under den russiske okkupation 1741-1743.

## Under russisk styre 1809-1917
Under Storfyrstendømmet Finland fik finske myndigheder lov at beholde den gustavianske forfatningen. I denne gik zaren ind i kongens sted og udnævnte fra begyndelsen i hovedsagen russiske generaler som generalguvernører efter, at et forsøg med en finsk viste sig mindre vellykket. Men efterhånden kom det finske statsstyre ind i et mere reguleret spor med direkte rapportering til zaren selv uden om den russiske regering. 
I anden halvdel af 1800-tallet blev der indsat også ikke-russiske generalguvernører med magt væsentlig ved udnævnelsen af embedsmænd og senatorer. Formelt ledede generalguvernøren senatets møder og kunne protestere mod dets beslutninger, men efter som guvernøren sjældent forstod svensk, holdt han sig almindeligvis borte fra møderne, med mulig undtagelse af Fabian Steinheil.
Generalguvernørerne i Storfyrstendømmet Finland var:
| #   | Navn                                                          |  | Indsat | Afgået |
| --- | ------------------------------------------------------------- |  | ------ | ------ |
| 1   | Göran Magnus Sprengtporten (1740–1819) (finsk)                |  | 1808   | 1809   |
| 2   | Michael Andreas Barclay de Tolly (1761–1818) (tysk-balter)    |  | 1809   | 1810   |
| 3   | Fabian Steinheil (1762–1831) (tysk-balter)                    |  | 1810   | 1813   |
| 4   | Gustaf Mauritz Armfelt (1757–1814) (finsk)                    |  | 1813   | 1813   |
| (3) | Fabian Steinheil (1762–1831) (2. gang)                        |  | 1814   | 1824   |
| 5   | Arseni Andrejevitsj Zakrevskij (1783–1865) (russisk)          |  | 1824   | 1831   |
| 6   | Aleksandr Sergejevitsj Mensjikov (1787–1869) (russisk)        |  | 1831   | 1855   |
| 7   | Friedrich Wilhelm Rembert von Berg (1793–1874) (tysk-balter)  |  | 1855   | 1861   |
| 8   | Platon Ivanovitsj Rokassovski (1800–1869) (russisk)           |  | 1861   | 1866   |
| 9   | Nikolaj Vladimirovitsj Adlerberg (1819–1892) (svensk-russisk) |  | 1866   | 1881   |
| 10  | Fjodor Logginovitsj Heiden (1821–1900) (russisk)              |  | 1881   | 1898   |
| 11  | Nikolaj Ivanovitsj Bobrikov (1839–1904) (russisk)             |  | 1898   | 1904   |
| 12  | Ivan Mikhailovitsj Obolenskij (1838–1929) (russisk)           |  | 1904   | 1905   |
| 13  | Nikolaj Nikolajevitsj Gerhard (1838–1929) (russisk)           |  | 1905   | 1908   |
| 14  | Vladimir Aleksandrovitsj Boeckmann (1848–1923) (russisk)      |  | 1908   | 1909   |
| 15  | Franz Albert Seyn (1862–1918) (russisk)                       |  | 1909   | 1917   |
| 16  | Mikhail Aleksandrovitsj Stakhovitsj (1861–1923) (provisorisk) |  | 1917   | 1917   |
| 17  | Nikolaj Vissarionovitsj Nekrasov (1879–1940) (provisorisk)    |  | 1917   | 1917   |